# Isoka
Isoka es una localidad de Zambia, capital del distrito homónimo, situada en la provincia de Muchinga, no lejos de la frontera con Tanzania.
Con sólo 6.832 habitantes en 1980, Isoka contaba en 2010 con 17.628.